# Indústria açucareira de Cuba
A indústria açucareira cubana é a principal economia agrícola em Cuba. Historicamente, a economia cubana dependia fortemente da exportação de açúcar, mas a produção de açúcar diminuiu desde a dissolução do União Soviética em 1991. Em 2015, o açúcar bruto foi responsável por 368 milhões de dólares das exportações Cubanas de 1,4 mil milhões de dólares.

## Era colonial

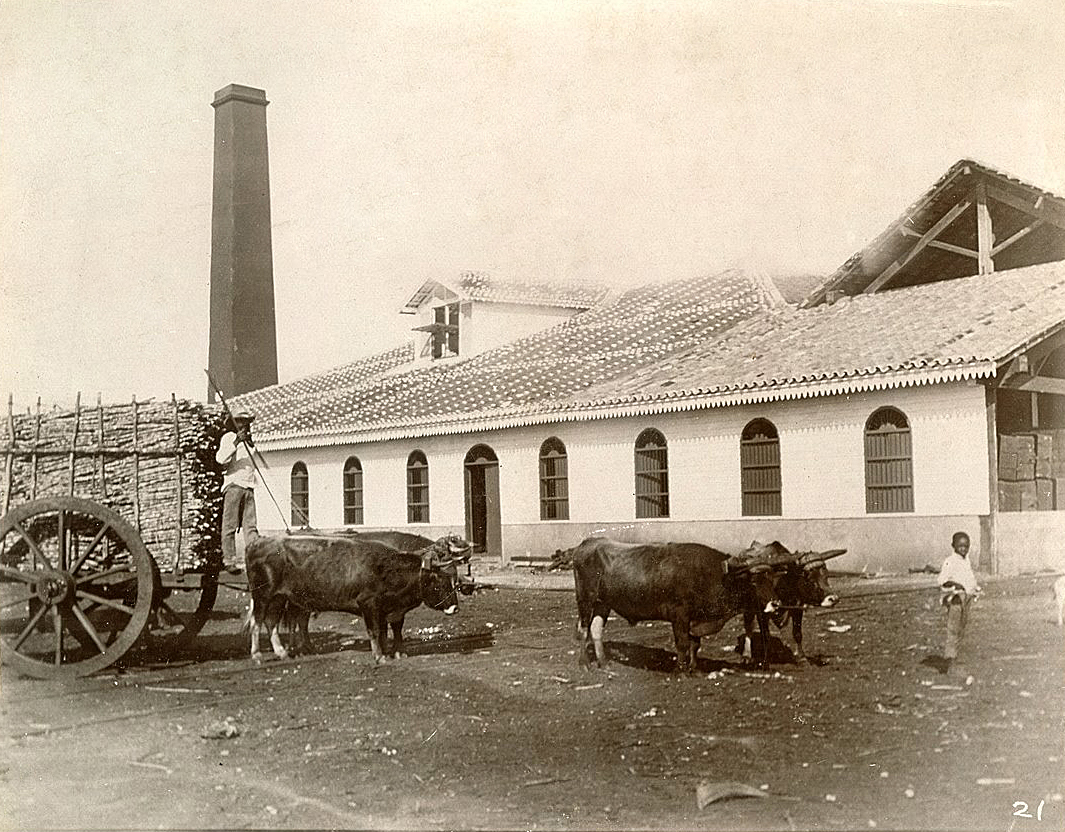
Moinho de Açúcar na província de Matanzas, em Cuba (1898).

A Espanha começou a cultivar cana-de-açúcar em Cuba em 1523, mas foi somente no século XVIII que Cuba se tornou uma colônia próspera. A eclosão da Revolução Haitiana, em 1791, influenciou os fazendeiros cubanos a exigir a livre importação de escravos e a flexibilização das relações comerciais, em um esforço para substituir o Haiti como o principal produtor de açúcar no Caribe. A produção anual de açúcar cresceu de 14.000 toneladas em 1790 para mais de 34.000 toneladas em 1805. Cuba foi aberta ao livre comércio com todas as nações em 1818, levando a relações comerciais substanciais com os Estados Unidos. Um declínio acentuado no preço do café na década de 1840 resultou em um maior reinvestimento de capital, terra e trabalho na produção de açúcar.
O crescimento populacional, a urbanização, a industrialização e o aumento da renda no século XIX resultaram em um aumento na produção e no consumo mundial de açúcar. Entre 1820 e 1895, a produção mundial de açúcar aumentou de 400.000 toneladas para sete milhões de toneladas. Ao mesmo tempo, a produção de açúcar de Cuba aumentou de 55.000 toneladas em 1820 para quase um milhão de toneladas em 1895. Com uma quota de mercado de cerca de 15%, a colónia espanhola de Cuba era o principal produtor de açúcar bruto.

## República de Cuba
A independência de Cuba da Espanha após a Guerra Hispano-Americana, em 1898, e sua formação de uma república em 1902 levaram a investimentos na economia cubana pelos Estados Unidos. A duplicação do consumo de açúcar nos Estados Unidos entre 1903 e 1925 estimulou ainda mais o investimento em Cuba para desenvolver a infraestrutura necessária para a produção de açúcar. A maior parte do desenvolvimento subsequente ocorreu na região rural oriental de Cuba, onde a produção de açúcar cresceu mais.
De 1895 a 1925, a produção mundial de açúcar aumentou de sete milhões de toneladas para 25 milhões de toneladas. Enquanto isso, a produção em Cuba cresceu de quase um milhão de toneladas para mais de cinco milhões de toneladas em 1925. Cuba permaneceu incontestável como o maior produtor de açúcar do mundo até a década de 1960, quando a União Soviética, o Brasil e a Índia aumentaram sua produção para níveis comparáveis. No entanto, enquanto a maior parte do açúcar nesses países era consumido internamente, Cuba exportava até 90% da sua colheita.
Em 1920, bancos americanos concederam grandes empréstimos para financiar os esforços cubanos para lucrar com o crescimento especulativo dos preços mundiais do açúcar. No entanto, o boom entrou em colapso logo depois, e os bancos assumiram o controle dos produtores de açúcar cubanos inadimplentes. Além disso, muitas grandes empresas de açúcar dos EUA que operavam em Cuba foram integradas verticalmente com suas próprias indústrias de processamento nos Estados Unidos. Isso permitiu que empresas americanas acessassem os mercados norte-americanos diretamente a custos baixos, o que prejudicou muitas empresas cubanas. A Lei Tarifária Smoot-Hawley de 1930 impactou ainda mais os produtores cubanos ao implementar políticas comerciais protecionistas que restringiam as exportações para os Estados Unidos. Isso influenciou a crise econômica que contribuiu para a Revolução Cubana de 1933. Os produtores de açúcar cubanos conseguiram proteger a produção nacional após a Revolução, mas Cuba não voltou a entrar no mercado dos EUA nem aumentou o seu nível de produção anual para além dos cinco milhões de toneladas.

## Indústria açucareira de Cuba

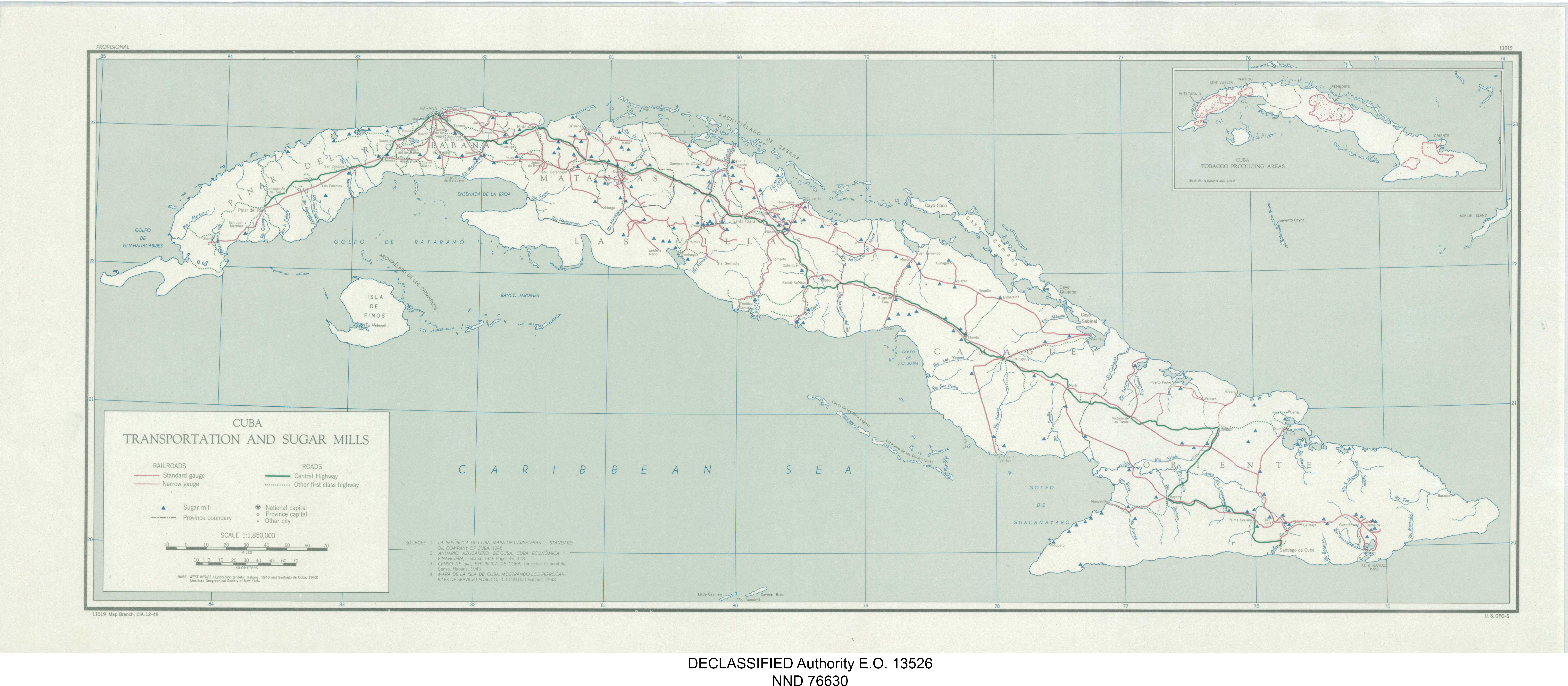
Mapa das usinas de açúcar em Cuba, 1948.

A produção de açúcar de Cuba sofreu muito no início do processo de industrialização em 1962. A reestruturação ocupacional introduzida pelo governo criou uma grave escassez de mão de obra na época da colheita. O embargo dos Estados Unidos contra Cuba restringiu as importações para o país, incluindo peças de reposição para as máquinas principalmente americanas nas usinas de moagem de açúcar. Além disso, a perda dos Estados Unidos como parceiro comercial introduziu altos custos de transporte e dificuldades de comunicação, à medida que Cuba se esforçava para se orientar em direção à União Soviética. Em 1963, a balança comercial de Cuba era três vezes pior do que em 1962. Das importações de US$ 700 milhões de Cuba, mais da metade incluía peças industriais, matérias-primas e produtos petrolíferos — todos bens que não poderiam ser obtidos em Cuba. Cuba também não tinha condições de financiar novas indústrias sem assumir dívidas consideráveis. Como resultado, Cuba foi forçada a retornar à produção primária de açúcar e a depender da União Soviética como seu principal mercado. 
O custo de produção de açúcar era muito mais alto na União Soviética do que em Cuba, e o crescente consumo soviético de açúcar exigia uma alternativa. Em contraste, Cuba era um produtor de açúcar de baixo custo e necessitava dos produtos que a União Soviética podia produzir a baixo custo, incluindo petróleo e maquinaria.  Embora Cuba precisasse de ajuda, Fidel Castro afirmou que os soviéticos se beneficiaram mais com o acordo, afirmando que "... eles não estão sacrificando sua economia. Pelo contrário, é economicamente vantajoso para eles. Por quê? Como as necessidades de seu país são grandes, seu nível de consumo de açúcar pode aumentar consideravelmente em relação ao que é agora, e o açúcar custaria muito mais para produzir do que custa conosco."
Cuba e a União Soviética assinaram um acordo comercial de longo prazo em janeiro de 1964 que permitiu a exportação de 24 milhões de toneladas de açúcar a um preço fixo de 6,11 centavos por libra de 1965 a 1970. Devido à queda nos preços do açúcar após 1963, a União Soviética pagou quase o dobro do preço mundial do açúcar. Além disso, Cuba não conseguiu aumentar sua produção de açúcar para o nível prometido de 10 milhões de toneladas até 1970, o que levou a União Soviética a subsidiar o açúcar cubano em mais de US$ 1,1 bilhão durante esse período. Entretanto, Cuba não foi paga em moeda corrente, mas sim em produtos soviéticos, em regime de escambo. Cuba também era responsável por pagar empréstimos à União Soviética, manter conselheiros soviéticos e ajuda militar. Em 1974, a dívida de Cuba com a União Soviética era de aproximadamente 5 bilhões de dólares. 
Em 1972, Castro negociou novos acordos de longo prazo com a União Soviética, nos quais a dívida cubana foi adiada até 1986, quando seria paga sem juros ao longo de 25 anos. Ele também negociou o aumento do preço do açúcar para 11 centavos por libra, 2 centavos a mais que o preço mundial na época.

## Economia açucareira cubana moderna
Após o colapso da União Soviética em 1991, as exportações cubanas caíram de $ 5,5 bilhões para $ 1,7 bilhão de pesos, enquanto as importações caíram de $ 7,8 bilhões para $ 2,5 bilhões de pesos. Até então, mais de dois terços das exportações de açúcar de Cuba eram para a União Soviética e membros do COMECON. A demanda dos Estados do Leste Europeu caiu para apenas 50.000 toneladas em 1993. Enquanto os Estados sucessores da União Soviética mantiveram sua demanda, os preços eram muito mais baixos. Enquanto em 1987 Cuba conseguiu trocar uma tonelada de açúcar por 4,5 toneladas de petróleo soviético, em 1992 recebeu apenas 1,8 toneladas de petróleo russo por tonelada de açúcar. O embargo dos EUA prejudicou ainda mais a economia cubana ao restringir as importações de fertilizantes, combustível e peças de reposição para máquinas obsoletas.
Entre 1991 e 1993, a produção de açúcar caiu de 7,1 milhões de toneladas para 4,4 milhões de toneladas, à medida que a eficiência da moagem e o rendimento das colheitas diminuíram. Em 2007, a produção anual de açúcar diminuiu para 1,2 milhões de toneladas. Em 2015, o açúcar bruto representou 378 milhões de dólares dos 1,4 bilhões de dólares das exportações de Cuba.